# 2014년 동계 올림픽 그리스 선수단
2014년 동계 올림픽 그리스 선수단은 2014년 2월 7일부터 23일까지 러시아 소치에서 열린 2014년 동계 올림픽에 참가한 올림픽 그리스 선수단이다.